# Henning Gjellerod
Henning Gjellerod (født 24. juni 1940) er en dansk politiker som har repræsenteret Socialdemokraterne i Folketinget 1990-2001 og igen fra 2004.

## Biografi fra Folketingets hjemmeside
Gjellerod, Henning.
Socialdemokratiet. – Folketingsmedlem for Ringkøbing Amtskreds 12. dec. 1990-20.nov. 2001, og fra 8. juli 2004. (Indtrådt ved Poul Nyrup Rasmussens mandatnedlæggelse).
Født 24. juni 1940 i Tvingstrup, Ørridslev Sogn, søn af foderstofuddeler Magnus Madsen og husmoder Aase M.
Realeksamen fra Hovedgård Realskole 1956. Horsens Statsskole 1957-60. Københavns Universitet 1960-68, cand.scient. i idræt og biologi.
Landbrugsmedhjælper 1956-57. Idrætslærer ved Rigspolitiet og Studentergymnastikken 1962-68. Lektorat i fysiologi ved terapiskolen i Holstebro 1970-84. Censor ved Odense Universitet 1974-90. Lektor i idræt og biologi ved Holstebro Gymnasium siden 1968.
Lærerrådsformand 1977-80. Kasserer og kursusleder ved Folkeuniversitetet 1971-80. Medlem af Holstebro Byråd 1985-89, viceborgmester 1987-89. Medlem af Ringkøbing Amtsråd 1990. Formand for Socialdemokratiet i Tvis-Mejdal 1981-85, næstformand i Socialdemokratiet i Ringkøbing Amt 1983-86. Leder af kampagnen »En ren fjord – en levende fjord«.
Næstformand i Socialdemokratiets turistpolitiske udvalg 1990. Næstformand i Holstebro Turistforening 1990. Medlem af den socialdemokratiske folketingsgruppes bestyrelse fra 1993-98. Medlem af Europarådet fra 1993, delegationsformand fra 1994. Formand for bestyrelsen for Interparlamentarisk Gruppe fra 1994. Medlem af bestyrelsen for Den Danske Helsingfors Komité 1997. Rapportør i minoritetsspørgsmål for Europarådet fra 1995. Medlem af Holstebro Turistråd 1998.
Har skrevet talrige artikler og debatindlæg vedrørende energi- og miljøspørgsmål, kultur og turisme, international politik, demokratiudvikling og menneskerettighedsspørgsmål.
Socialdemokratiets kandidat i Ringkøbingkredsen fra 1986.